# Kaplica zamkowa św. Anny w Bielsku-Białej
Kaplica zamkowa św. Anny w Bielsku-Białej – budowla sakralna przylegająca od strony południowej do zamku Sułkowskich w Bielsku-Białej.

## Historia
Została dobudowana do głównej bryły zamku w latach 1853-1855 w miejscu wcześniejszej kaplicy, zniszczonej przez pożar w 1836. Prawdopodobny projekt kaplicy jest dziełem bielskiego architekta Juliusza Appelta.
Budowę rozpoczął książę Ludwik Sułkowski dla upamiętnienia swojej żony Anny baronowej von Dietrich, zmarłej w 1853 r. Kaplica stała się w następnych latach miejscem pochówków właścicieli zamku, należącego do książąt Sułkowskich.
W krypcie kaplicy spoczywają doczesne szczątki:
- serca księcia Aleksandra II, III ordynata na Bielsku (Bielitz)
- księcia Ludwika Jana Nepomucena, VI ordynata na Bielsku
- księcia Alfreda, syna Ludwika
- księcia Aleksandra Edwarda, VIII ordynata na Bielsku
- księżnej Marii Teresy z domu von Moser-Ebreichsdorf, żony księcia Aleksandra Edwarda

Po zajęciu Bielska przez Rosjan, od 1945 do 1946 zamek wykorzystywany był przez Armię Czerwoną. Kilkakrotnie otwarto kryptę i zbezczeszczono zwłoki pochowanych w niej ludzi. Po wycofaniu Rosjan, zamek przeszedł w posiadanie Muzeum Historycznego w Bielsku-Białej a kaplica została zamieniona na warsztat i pracownię lokalnej szkoły artystycznej działającej w tym miejscu.
Po tym okresie od 1962 służyła jaka kaplica parafii Kościoła Polskokatolickiego.